# Clathria spinosa
Clathria spinosa är en svampdjursart som först beskrevs av Wilson 1902.  Clathria spinosa ingår i släktet Clathria och familjen Microcionidae. Inga underarter finns listade i Catalogue of Life.